# 산타크루스데테네리페도
산타크루스데테네리페도(스페인어: Santa Cruz de Tenerife)는 스페인의 도로서 카나리아 제도 자치 지방의 서쪽 부분을 이룬다. 산타크루스데테네리페도는 대서양 군도의 절반 가량을 차지하며 테네리페섬, 라고메라섬, 엘이에로섬, 라팔마섬 등의 섬이 있다.
도청 소재지는 테네리페섬에 위치한 산타크루스데테네리페이다. 도 인구 971,647명(2006년 기준) 가운데 24%가 도청 소재지에 살고 있다. 이 주에는 53개 지방 자치체가 있다. 테네리페는 이 도에서 가장 사람이 많이 사는 섬으로, 스페인 전체로 봐도 섬 가운데 사람이 가장 많이 사는 곳이다. (이 군도의 다른 반쪽을 차지하는 주는 라스팔마스 주이다.)
산타크루스데테네리페 주에는 스페인의 국립공원 세 곳이 있어, 다른 주보다 많다. 라팔마섬의 라칼데라데타부리엔테 국립공원, 라고메라섬의 가라호나이 국립공원, 그리고 테네리페에 있으며 스페인에서 가장 높은 산이자 휴화산인 테이데봉이 있는 테이데 국립공원이 바로 그러하다. 산크리스토발데라라구나(세계문화유산)는 테네리페섬 제2의 도시이며, 군도에서 3번째로 큰 도시이다. 엘테이도섬 역시 세계 문화 유산이다.